# Jomfrubjerg (Lyksborg)
Jomfrubjerg (på tysk Jungfernberg) er en omtrent 25 høj m bakke med tilstødende skovareal på 19 ha beliggende ved Svendåen vest for Fredskoven i Lyksborg i Sydslesvig. Jomfrubjerget er første gang nævnt 1779. Skoven ved Jomfrubjerg består overvejende af bøg, stilk-eg, ask og forskellige nåletræer. Højden er også levested for en række fuglearter som lærkefalk, tårnfalk, fiskehejre, isfugl og spurvehøg. Arealet mod åen er voksested for sjældne gøgeurter
Fredskov, Keglebjerg og Jomfrubjerg indgik i den danske tid i det lyksborgske skovdistrikt med 469,5 tdr land.